# 长江日报
长江日报是中华人民共和国中共武汉市委机关报，创刊于1949年5月23日，由长江日报报业集团负责出版发行。读者主要以企业、政府机关、学校及知识分子为主。

## 历史
1949年5月16日，中国人民解放军攻占武汉。23日，《长江日报》在汉口泰宁街2号（原址位於歆生路忠信里二里4號，漢口《民國日報》舊址）创刊。毛泽东亲自题写报头。其后，中共中央中原局迁入武汉，改名中共中央华中局，长江日报成为中共中央华中局（后再改名为中共中央中南局）、中共武汉市委、中共湖北省委的机关报。1950年6月1日，中共湖北省委将复刊的《湖北日报》作为机关报。1952年1月1日，中共武汉市委将《新武汉报》作为机关报。至此，《长江日报》仅为中共中央中南局机关报。
1952年末，中共中央中南局认为辖下各省市均已成立机关报，决定《长江日报》在当年12月31日出刊后停刊，由中共武汉市委承接《长江日报》名称，将《新武汉报》改名为《长江日报》继续出刊，原《长江日报》的部分人员与原《新武汉报》人员共同承担新《长江日报》的工作。2015年9月23日，长江日报报业集团的新媒體項目九派新闻上线。
2015年9月23日，由长江日报报业集团打造的新媒体平台“九派新闻”正式上线。其在九派新闻app、微信公众号“九派新闻”、《长江日报》等平台发布发刊词《心潮逐浪高》。“九派”引自毛泽东的《菩萨蛮·黄鹤楼》“茫茫九派流中国，沉沉一线穿南北”一句。

## 荣誉
2018年，报纸入选2017年全国百强报纸推荐名单。